# Duda Éva
Duda Éva (Szeged, 1977. május 12. –) Harangozó Gyula-díjas magyar táncművész, koreográfus, rendező, a Duda Éva Társulat alapítója, művészeti vezetője.

## Életpályája
A Magyar Táncművészeti Egyetem koreográfus szakán végzett Budapesten, később a Marosvásárhelyi Művészeti Egyetem rendező szakán folytatta tanulmányait. 23 évesen kezdte az alkotói pályát, önálló tánc előadások létrehozásával és zenés színházi előadások koreográfusaként. Néhány év szabadúszás során dolgozott több együttessel, főként a Közép-Európa Táncszínház számára készített produkciókat. Önálló együttesét 2009-ben hozta létre Duda Éva Társulat / Eva Duda Dance Company néven, melynek első, Lunatika című előadása Lábán Rudolf Díjat kapott. Több meghatározó előadása közül a FAUN, az OVERDOSE, a VIRTUS, RAMAZURI és a kultikus festőnő életéből készített FRIDA (amelyet később 2022-ben újra megrendezett) a legismertebbek. Számos műfajban alkot, és a kortárs művek létrehozása mellett különféle zenés produkciók, mozgásszínházi előadások, valamint grandiózus operák, musicalek, filmek koreográfusa is. A Magyarországon bemutatott eddigi két Walt Disney előadás: a Szépség és Szörnyeteg, és a Notre Dame-i toronyőr is az ő nevéhez fűződik, továbbá a legendás Presgurvic-féle musical, a Rómeó és Júlia. Budapest vezető színházainak jelentős részében dolgozott: a Budapesti Operettszínház zenés előadásainak gyakori vendégművésze, de közreműködött a Vígszínház, Pesti Színház, Katona József Színház produkcióiban is, valamint a Szegedi Szabadtéri Játékok nagyszabású előadásainak visszatérő alkotója, ahol több mint 10 produkciót készített. Vendégtanár több művészeti iskolában külföldön és belföldön egyaránt, a Budapesti Színművészeti Egyetemen és a Táncművészeti Egyetemen is, jelenleg a Magyar Koreográfusok Társaságának elnökségi tagja. 

### Családja
Férje Molnár Áron színművész, szülei neves professzorok (Duda Ernő virológus és Borsodi Anna neurokémikus), bátyja pedig ifj. Duda Ernő üzletember. Korábban kapcsolatban élt Nagy Ervin színművésszel.

## Koreográfiái
- In Between – Trafó / A Magyar Táncművészeti Főiskola estje (2000)
- Lift – Trafó / Inspiráció; Veszprém; MU Színház (2000)
- A vacsora – MU Színház, Sziget Fesztivál (2001)
- XY – MU Színház (2002)
- Csordultig – Trafó / 3.Szóló Tánc Fesztivál, Stuttgart (2002)
- Kereszttűzben – Trafó / Inspiráció, Győri Táncművészeti Szakközépiskola (2003)
- Bolyongó – Merlin Színház, Veszprém, Operett Raktárszínház, Japán-Hamamatsu, Szegedi Őszi Fesztivál (2003)
- Húsba Tépve – Trafó / Pólusok; Lengyelország; Merlin Színház; Felvonulási tér; Operett Raktárszínház (2004)
- Merülés – Győri Táncművészeti Szakközépiskola (2004)
- Púder – Operett Raktárszínház (2005)
- Take it Easy – MU Színház / 7. Szóló Tánc Fesztivál (2006)
- Trans – Merlin Színház / Fringe Fesztivál; Közép-Európa Táncszínház (2006)
- Inverz – MU Színház; Nemzeti Táncszínház (2006)
- Aréna – Közép-Európa Táncszínház, Egyiptom-Kairó (2007)
- Az Ismeretlen – Közép-Európa Táncszínház (2007)
- Zöld szalon – Szegedi Kortárs Balett, A Tudattalan c. est részeként (2008)
- Plain – MU Terminál (2008)
- Carneval – Közép-Európa Táncszínház (2009)
- Lunatika – Duda Éva Társulat, MU Színház (2009)
- Faun – Duda Éva Társulat, Nemzeti Táncszínház (2010)
- Stop'n'Go – Duda Éva Társulat, Gödör Klub (2010)
- Overdose – Duda Éva Társulat, Mu Színház (2010)
- Credo – Duda Éva Társulat, Nemzeti Táncszínház (2011)
- Rumble – Duda Éva Társulat, Trafó Kortárs Művészetek Háza (2011)
- After – Duda Éva Társulat, Mu Színház (2012)
- Virtus – Duda Éva Társulat, Trafó Kortárs Művészetek Háza (2013)
- Flashback – Egy kiállítás képei – Duda Éva Társulat, Nemzeti Táncszínház (2014)
- Breathe! – Duda Éva Társulat, Trafó Kortárs Művészetek Háza (2016)
- Frida – A Duda Éva Társulat és Budapesti Operettszínház koprodukciója, Átrium (2017)
- UTÓPIA - Duda Éva Társulat, Trafó Kortárs Művészetek Háza  (2018)
- MIRROR - A Duda Éva Társulat és a Nemzeti Táncszínház koprodukciója, Nemzeti Táncszínház (2020)
- PRIZMA - Duda Éva Társulat, TRIP Hajó (2021)
- RAMAZURI - A Duda Éva Társulat és a Nemzeti Táncszínház koprodukciója, Nemzeti Táncszínház (2021)
- FRIDA, az élet múzsája - A Duda Éva Társulat és a Nemzeti Táncszínház koprodukciója, Nemzeti Táncszínház (2022)
- A csodálatos mandarin - A Duda Éva Társulat és a Budapest Fesztiválzenekar koprodukciója, Európai Hidak - Müpa Budapest (2023)

## Egyéb színházi munkái
- „1998” – Andaxínház – MU Színház (1998)
- Hoffmann meséi – Kerényi Miklós Gábor – Szegedi Szabadtéri Játékok (1999)
- Müller táncosai – Forgács Péter – Színház- és Filmművészeti Főiskola (2000)
- SÖR–Shakespeare... – Magács László – Merlin Színház (2000)
- West Side Story – Kerényi Miklós Gábor – Szegedi Szabadtéri Játékok (2000)
- Az Ördög – Magács László – Merlin Színház (2001)
- Tréfa Kapitány – Sofa Trio – MU Színház (2001)
- Evita – Korognai Károly – Szegedi Szabadtéri Játékok (2001)
- Kabaré – Alföldi Róbert – Operett Raktárszínház (2002)
- Amazonok... – Duna Művészegyüttes – Nemzeti Táncszínház (2002)
- Ping Swing – Eszenyi Enikő – Thália Színház (2002)
- Kaspar – Finita la Commedia – MU Színház (2002)
- Verziók – Csabai Attila – Trafó (2002)
- Fekete Macska – Finita la Commedia – MU Színház (2003)
- Holdbeli Csónakos – Valló Péter – Nemzeti Színház (2003)
- Giselle – Csabai Attila – Nemzeti Táncszínház (2003)
- Rómeó és Júlia – Kerényi Miklós Gábor – Budapesti Operettszínház (2004)
- Helló! Igen?! – Böhm György – Operett Raktárszínház (2004)
- Zerkovitz Béla: Csókos asszony – Béres Attila – Pécsi Nemzeti Színház (2004)
- Hoppá! Orfeum – Magács László – Merlin Színház (2004)
- Kínos! Gergye Krisztián – MU Színház (2004)
- Szépség és Szörnyeteg – Böhm György – Operettszínház (2005)
- Vörös Bestia – Böhm György – Hevesi Sándor Színház (2005)
- Puccini: Turandot – Forgács Péter – Új Színház (2005)
- Portré sorozat – Gergye Krisztián – MU Színház (2005)
- mindenhol jó, de legjobb a paradicsomban – Gergye Krisztián – MU Színház (2005)
- A kertész kutyája – Eszenyi Enikő – Prágai Nemzeti Színház (2005)
- A Nagy Sganarelle és Tsa – Bodó Viktor – Katona József Színház (2005)
- Lila akác – Forgács Péter – Pesti Színház (2005)
- Chicago – Bagó Bertalan – Szolnoki Szigligeti Színház (2006)
- Rudolf – Kerényi Miklós Gábor – Operettszínház (2006)
- Katona József: Bánk bán – Szikora János – Szegedi Szabadtéri Játékok (2006)
- Leonard Bernstein: West Side Story – Szergej Maszlobojcsikov – Debreceni Csokonai Színház (2006)
- Kálmán Imre: Marica grófnő – Eszenyi Enikő – Szegedi Szabadtéri Játékok (2007)
- Szentivánéji Álom – Kerényi Miklós Gábor – Budapesti Operettszínház (2008)
- Szép Nyári Nap – Somogyi Szilárd – Budapesti Operettszínház (2009)
- Nő vágy – Lucie Malkova – Pesti Színház (2009)
- Hegedűs a háztetőn – Eszenyi Enikő – Vígszínház (2010)
- Carmen – Kerényi Miklós Gábor – Szegedi Szabadtéri Játékok, Miskolci Operafesztivál (2010)
- Lohengrin – Marton László – MÜPA (2011)
- Rómeó és Júlia – Eszenyi Enikő – Vígszínház (2012)
- Lovakat lelövik, ugye? – Eszenyi Enikő – Vígszínhz (2012)
- Parasztbecsület / Bajazzok – Kerényi Miklós Gábor – Szegedi Szabadtéri Játékok (2012)
- Pinokkió – Ascher Tamás – Katona József Színház (2012)
- Hetvenkedő katona – Szőcs Artur – Pesti Színház (2013)
- Elfújta a szél – Somogyi Szilárd – Budapesti Operettszínház (2013)
- Das Ballhaus – Bodó Viktor – Schauspielhaus Graz (2014)
- Rigoletto – Szőcs Artur – Miskolci Nemzeti Színház (2014)
- Tévedések vígjátéka – Kerényi Miklós Gábor – Szegedi Szabadtéri Játékok (2015)
- Tabu kollekció – Nagy Fruzsina és a Soharóza kórus – Trafó Kortárs Művészetek Háza (2016)
- Notre Dame-i Toronyőr – Kerényi Miklós Gábor – Budapesti Operettszínház

## Díjai
- Fülöp Viktor Ösztöndíj (2001)
- Veszprémi Táncfesztivál, koreográfusi díj (Bolyongó) (2004)
- Imre Zoltán Díj (2005)
- 7. Szóló Tánc Fesztivál zsűri-és közönségdíj (Take it Easy) (2006)
- Fringe Fesztivál – Szakmai Különdíj (Trans) (2006)
- Veszprém Tánc Fesztivál, Közönségdíj (Tudattalan) – Szegedi Kortárs Balett (2008)
- Harangozó Gyula-díj (2009)
- Lábán Rudolf díj – Lunatika – az évad legjobb előadása (2010)
- Évad Legjobb Alkotója – Magyar Táncművészek Szövetsége kitüntetése (2010)
- Honthy-díj – 2017/2018 -as színházi évad legjobb alkotója – Budapesti Operettszínház díja (2018)